# Indice de similarité avec la Terre
Pour les articles homonymes, voir IST et ESI.

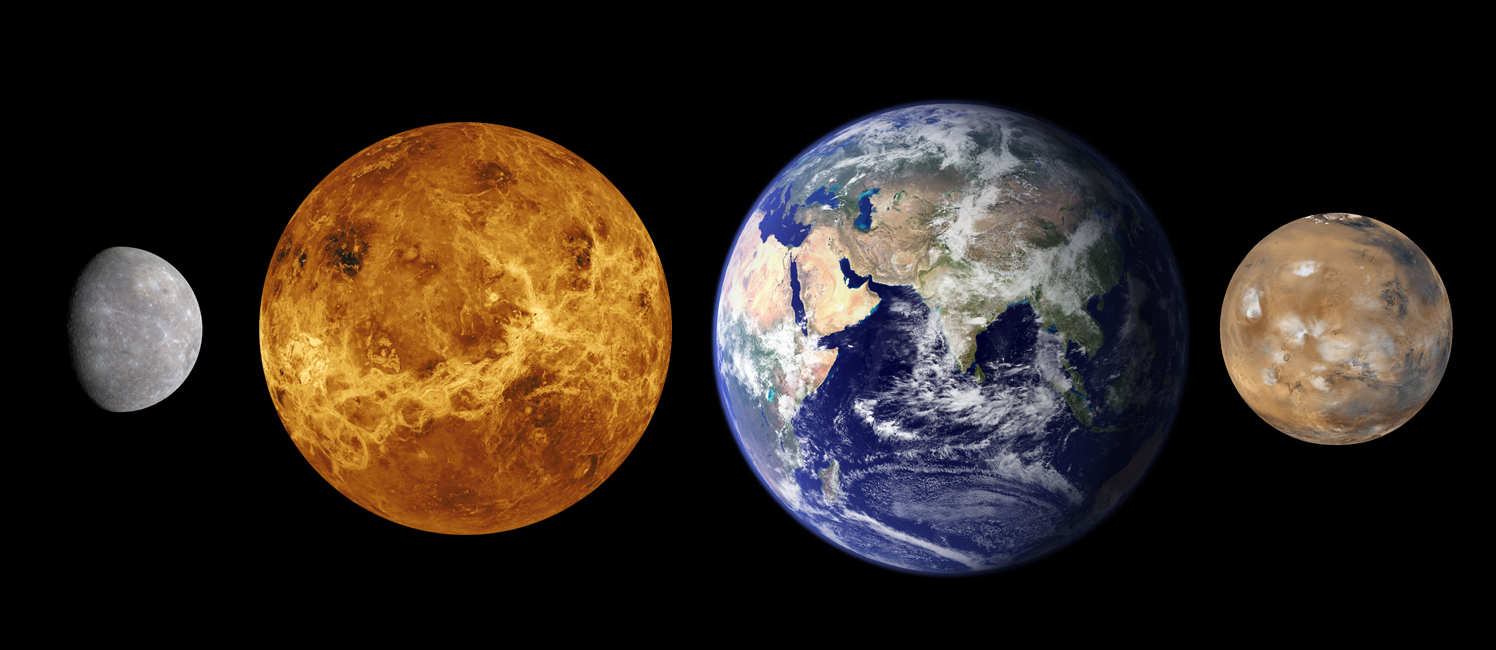
Comparaison de la taille des planètes telluriques semblables à la Terre dans notre système solaire et leur ESI : Mercure (0,596), Vénus (0,444), Terre (1,000) et Mars (0,697)

L'indice de similarité avec la Terre, parfois noté IST (en anglais : Earth Similarity Index, noté ESI), mesure la ressemblance d'un objet céleste (planète, satellite, etc.) à la Terre sur une échelle de 0 à 1, la valeur 1 correspondant à une planète identique à la Terre.
Cet indice est fonction de quatre paramètres : le rayon moyen et la masse volumique apparente de l'objet, la vitesse de libération et la température à la surface de l'objet.
Une valeur comprise entre 0,6 et 0,8 correspondrait à des objets habitables par des extrêmophiles.
Une valeur comprise entre 0,8 et 1 est attribuée à des planètes ou exoplanètes rocheuses semblables à la Terre et capables de retenir une atmosphère apportant un climat relativement tempéré.

## Historique
L'ESI a été proposé, en 2011, par des collaborateurs du Planetary Habitability Laboratory (PHL) de l'université de Porto Rico à Arecibo.
La planète Mars est le premier objet céleste dont l'ESI a été calculé.
Fin 2013, l'exoplanète Gliese 581 g était l'objet céleste ayant obtenu l'ESI le plus élevé.
Au 1er juin 2014, trois exoplanètes confirmées ont un ESI supérieur à 0,80 : Gliese 667 Cc (0,84), Kepler-62 e (0,83) et Gliese 832 c (0,81). Dix-sept KOI (Kepler Object of Interest) ont un ESI supérieur à 0,80 et trois d'entre eux un ESI supérieur à 0,90 : KOI-5123.01 (es). (0,93), KOI-3456.02 (0,91) et KOI-5927.01 (es). (0,91).
En juin 2014, Gliese 832 c devient la quatrième exoplanète confirmée dont l'ESI est supérieur à 0,80 (0,81).
Découverte le 6 janvier 2015, Kepler-438 b a un ESI de 0,88. Elle était, à ce moment, l’exoplanète avec l’ESI le plus haut.
Le 2 mai 2016, ce record est battu par TRAPPIST-1 d avec un ESI de 0,90.

## Calcul

### Formule
La valeur de l'indice est obtenue par :
{\displaystyle \mathrm {ESI} ={\sqrt[{n}]{\prod _{i=1}^{n}\left(F_{x_{i}}\right)^{w_{i}}}}=\prod _{i=1}^{n}\left(1-\left|{\frac {x_{i}-x_{i_{0}}}{x_{i}+x_{i_{0}}}}\right|\right)^{\frac {w_{i}}{n}}},
où :
- {\displaystyle x_{i}} est la valeur d'un paramètre (le rayon moyen, par exemple) pour l'objet céleste ;
- {\displaystyle x_{i_{0}}} est la valeur de ce paramètre pour la Terre ;
- {\displaystyle w_{i}} est la pondération de ce paramètre ;
- {\displaystyle n} est le nombre de paramètres pris en considération.

### Paramètres
Les paramètres et leur pondération ({\displaystyle w_{i}}) sont les suivants :
| Paramètre                 | {\displaystyle x_{i_{0}}} | {\displaystyle w_{i}} |
| ------------------------- | ------------------------- | --------------------- |
| Rayon moyen               | 1                         | 0,57                  |
| Masse volumique apparente | 1                         | 1,07                  |
| Vitesse de libération     | 1                         | 0,70                  |
| Température de surface    | 288 K                     | 5,58                  |

### Exemple
À titre d'exemple, l'ESI de la planète Vénus a une valeur de 0,445 : 
| Paramètre              | {\displaystyle w_{i}} | Terre {\displaystyle x_{i_{0}}} | Vénus {\displaystyle x_{i}} | {\displaystyle F_{x_{i}}} | {\displaystyle \left(F_{x_{i}}\right)^{w_{i}}} |
| ---------------------- | --------------------- | ------------------------------- | --------------------------- | ------------------------- | ---------------------------------------------- |
| Rayon moyen            | 0,57                  | 6 371 km                        | 6 052 km                    | 0,974                     | 0,985                                          |
| Densité                | 1,07                  | 05,515 g/cm3                    | 05,243 g/cm3                | 0,975                     | 0,973                                          |
| Vitesse de libération  | 0,70                  | 11,186 km/s                     | 10,360 km/s                 | 0,962                     | 0,973                                          |
| Température de surface | 5,58                  | 288 K                           | 730 K                       | 0,566                     | 0,042                                          |

A titre de comparaison, pour la lune, l'ESI a une valeur de 0,56 et pour Mercure, de 0,60.

## Critique
L'indice d'habitabilité planétaire est proposé par certains[Qui ?] comme une alternative à l'indice ici discuté, car cet indice est moins « géo-centré » et donc sûrement plus adapté[évasif] à l'étude de la possibilité d'existence[évasif] d'autres formes de vie[réf. nécessaire] dans l'Univers que celles connues sur Terre.

## Perfectionnement
En 2014, Louis Irwin, Dirk Schulze-Makuch, Alberto Fairén et Abel Méndez publient, dans la revue Challenges, un nouvel indice : le Biological Complexity Index, noté BCI. L'exoplanète Gliese 581 c obtient un BCI supérieur à celui de la Terre et quatre exoplanètes, HD 85512 b, HD 20794 d, Kepler-20 d et Gliese 581 d, un BCI supérieur à celui de Mars.